# Mozaicul „Covorul vieții”
Mozaicul „Covorul vieții” este un mozaic amplasat pe fațada fabricii de covoare din Ungheni, situată pe str. Oleg Ungureanu, 2. Este un monument de for public și fost monument de artă de însemnătate locală, exclus din Registrul monumentelor ocrotite de stat din Republica Moldova în 2018. A fost executat în 1984 de artistul plastic Pavel Obuh.